# Isaac Le Chapelier

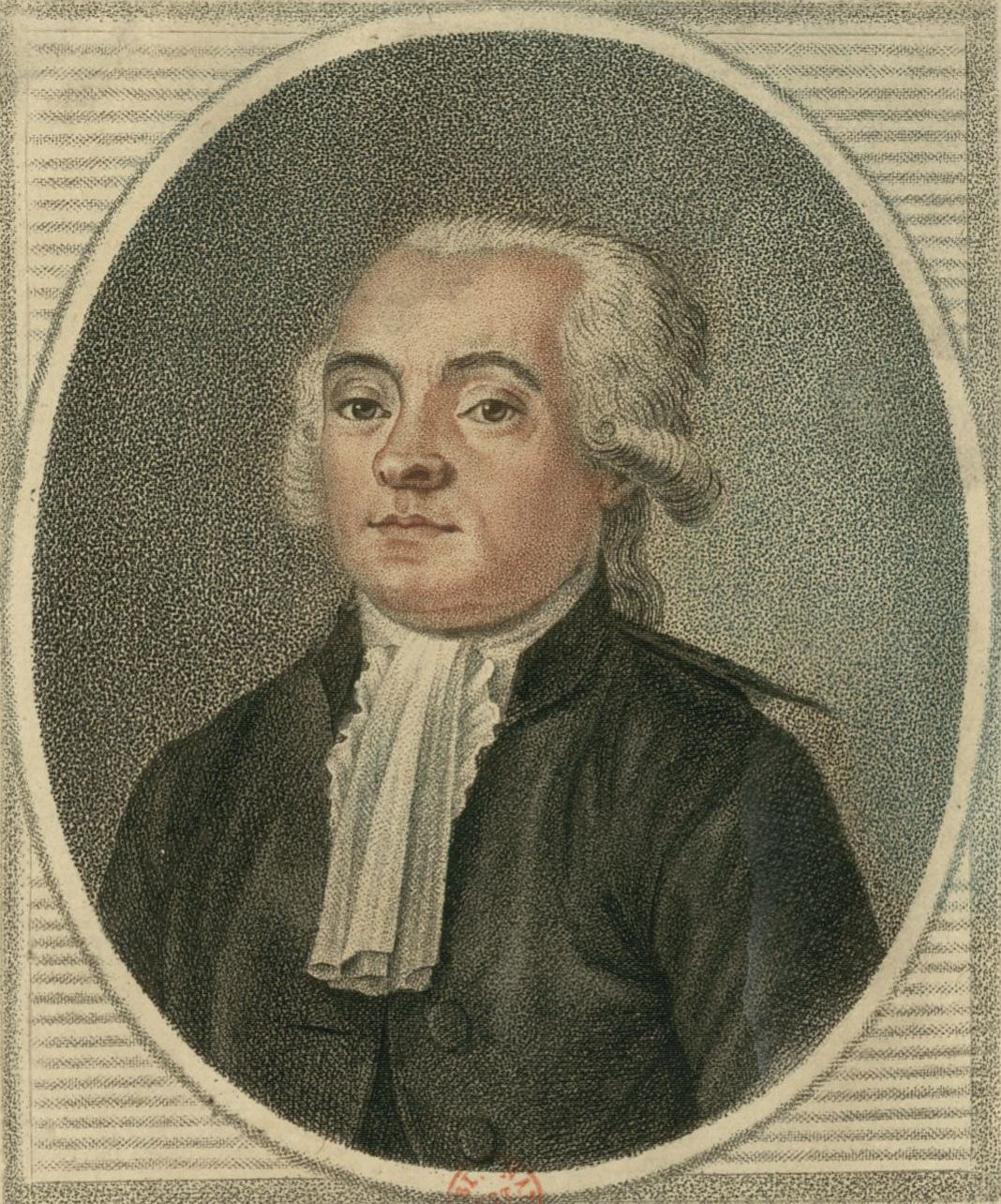
Portretgravure uit 1789

Isaac René Guy Le Chapelier (Rennes, 12 juni 1754 – Parijs, 22 april 1794) was een Franse jurist en politicus uit de Revolutionaire periode. Hij was een constitutionele monarchist die in de Nationale Grondwetgevende Vergadering veel wetgevend werk verrichtte. Onder de Convention montagnarde kwam zijn hoofd onder de valbijl.

## Leven
Le Chapelier werd geboren in Rennes in Bretagne, waar zijn vader substituut-procureur-generaal en stafhouder van de balie was. In 1779 werd hij geadeld. Zoon Le Chapelier studeerde rechten aan de universiteit van Rennes, ging ook in de advocatuur en werd een goed spreker. In 1775 werd hij ingewijd als vrijmetselaar in de Grand Orient de France.
De derde stand van de sénéchaussée van Rennes verkoos Le Chapelier in 1789 tot afgevaardigde in de Staten-Generaal. Hij bewerkstelligde er mee de overwinning van de burgerij op de adel, ondanks de koninklijke tegenwerking. Met Antoine Barnave stelde hij de tekst op van de Eed op de Kaatsbaan. Zijn invloed in de Nationale Grondwetgevende Vergadering was aanzienlijk: als voorzitter van 3 tot 17 augustus 1789 leidde hij de nachtelijke zitting van 4-5 augustus die de feodaliteit afschafte. Enkele dagen later overtuigde hij met een interventie vele gedeputeerden om het reusachtige krediet dat de kerk wilde toestaan niet te aanvaarden, omdat dit het bestaan van de geestelijkheid als orde zou bevestigen. Le Chapelier wilde niet dat de kerk als corps politique kon voortbestaan en was mee beslissend in de onteigening van haar nationale goederen.
Op 13 september trad hij toe tot de grondwetscommissie, waar hij een substantieel deel van de grondwet van 1791 opstelde. Hij was ook rapporteur voor de eerste auteurswet van Frankrijk, die het openen van theaters vrij maakte en toneelauteurs intellectueel eigendom schonk op hun werk tot vijf jaar na hun dood.
In mei 1789, toen de Staten-Generaal nog bijeen waren, was Le Chapelier een van de oprichters geweest van de Bretoense Club. Aanvankelijk waren de leden afgevaardigden uit zijn geboortestreek, maar weldra werd het een verzamelplaats voor gedeputeerden die een radicalere ideologie deelden. Na de Oktoberdagen en de verhuizing van de Nationale Assemblee naar Parijs huurde de Bretoense Club een klooster en kwam hij bekend te staan als de Club des Jacobins, waarvan Le Chapelier de eerste voorzitter was.
Naarmate de redactie van de grondwet vorderde, raakte Le Chapelier ervan overtuigd dat dergelijke politieke, maar ook economische verenigingen nefast waren. In een context van looneisen door Parijse arbeiders vond hij elke vorm van beroepsmatige organisatie en belangenverdediging in strijd met de vrijheid en de constitutionele principes, omdat er in zijn ogen geen intermediaire lichamen tussen het individuele en het algemene belang mochten staan. Het was op zijn initiatief dat op 14 juni 1791 een verbod tot stand kwam op elke vorm van beroepsmatige organisatie, afspraken of zelfs overleg, de zogenaamde Wet-Le Chapelier. Tot ver in de 19e eeuw zouden vakbonden, coöperaties en stakingen illegaal zijn in Frankrijk.
Ook op politiek vlak trok Le Chapelier deze houding door. Enkele dagen na het bloedbad van het Champs de Mars van 17 juli 1791 was hij onder de groep gematigden die de jacobijnenclub inruilde voor de Patriottische Vereniging van 1789 en vervolgens voor de feuillanten. Als voorzitter van de grondwetscommissie presenteerde hij een voorstel dat op de laatste twee dagen van de Nationale Vergadering werd aangenomen, en dat van de sociétés populaires puur interne debatclubs maakte zonder recht op politiek bestaan of op actie in de openbaarheid. De feuillanten, die de wet een meerderheid hadden bezorgd, pasten hem toe op zichzelf, terwijl de jacobijnen hem negeerden en naar voren kwamen als de meest vitale politieke kracht van de Franse Revolutie.
Hoewel Le Chapelier niet akkoord was met de beslissing van de scheidende Grondwetgevende Vergadering dat geen enkel van haar leden verkiesbaar zou zijn voor haar opvolger, de Wetgevende Vergadering, droeg hij er de gevolgen van en nam hij zijn civiele leven weer op. Een zakenreis naar Londen in september 1792 om een partij rijst te kopen, bracht hem (ten onrechte) op de emigrantenlijst. Hij probeerde zich juridisch te verantwoorden, maar maakte geen vorderingen. Bovendien was het tijdens de legale Terreur niet veilig in Parijs. In 1793 begon Le Chapelier aan een steeds meer clandestiene omzwerving door Frankrijk, die hem in Le Havre en Neufchâtel-en-Bray bracht, en vervolgens, nadat op 2 december 1793 zijn arrestatie was bevolen, in dorpen als Capeval en Serqueux. Daar werd hij op 12 februari 1794 verklikt vanwege zijn banden met de feuillanten. In wanhoop schreef hij Robespierre aan met het voorstel in Groot-Brittannië te gaan spioneren, maar het mocht niet baten. Kort voor 2 maart werd hij gearresteerd.
Het Revolutionair tribunaal berechtte hem op 22 april voor samenzwering. Met dertien anderen veroordeeld tot de guillotine, besteeg hij het schavot op dezelfde dag als Malesherbes en Thouret. Le Chapeliers vrouw Anne-Marie-Esther de la Marre bleef achter in de gevangenis met hun zoontje Alfred. Om een deel van het in beslag genomen vermogen te redden had ze de echtscheiding aangevraagd terwijl hij voortvluchtig was. Uiteindelijk slaagde ze na lang procederen in haar opzet en kon ze een tweede leven opbouwen.

## Voetnoten
1. ↑  Rafe Blaufarb, The Great Demarcation. The French Revolution and the Invention of Modern Property, 2019, p. 127-128
2. ↑  Décret du 13 janvier 1791 sur la pétition des auteurs dramatiques (wet van 19 januari 1791). Gearchiveerd op 17 juni 2022.
3. ↑  Décret du 29-30 septembre 1791 sur les sociétés populaires (wet van 9 oktober 1791)